# Lutecium
Lutecium (chemická značka Lu, latinsky Lutetium) je měkký stříbřitě bílý, vnitřně přechodný kovový prvek pevného skupenství, poslední člen skupiny lanthanoidů.

## Základní fyzikálně-chemické vlastnosti
Lutecium je stříbřitě bílý, měkký přechodný kov.
Chemicky je kovové lutecium poměrně stálé. Na suchém vzduchu se prakticky nemění, ve vlhkém prostředí se pomalu pokrývá vrstvičkou oxidu. Snadno se rozpouští v běžných minerálních kyselinách za vývoje vodíku.
Ve sloučeninách se vyskytuje pouze v mocenství Lu+3. Soli Lu+3 vykazují vlastnosti podobné sloučeninám ostatních lanthanoidů a hliníku. Všechny tyto prvky tvoří například vysoce stabilní oxidy, které nereagují s vodou a jen velmi obtížně se redukují. Ze solí anorganických kyselin jsou důležité především fluoridy a fosforečnany, jejich nerozpustnosti ve vodě se využívá k separaci lanthanoidů od jiných kovových iontů. Lutecité soli jsou bezbarvé.

## Historie
Lutecium objevili teprve roku 1907 nezávisle na sobě francouzský chemik Georges Urbain a rakouský mineralog Carl Auer von Welsbach jako nečistotu v oxidu dalšího lanthanoidu – ytterbia. Název prvku, který dal prvku Georges Urbain je odvozen od latinského pojmenování Paříže – Lutetia. Carl Auer von Welsbach preferoval název cassiopium a oficiální pojmenování posledního z řady lanthanoidů bylo tak poměrně dlouho předmětem sporů a debat.

## Výskyt, výroba a využití

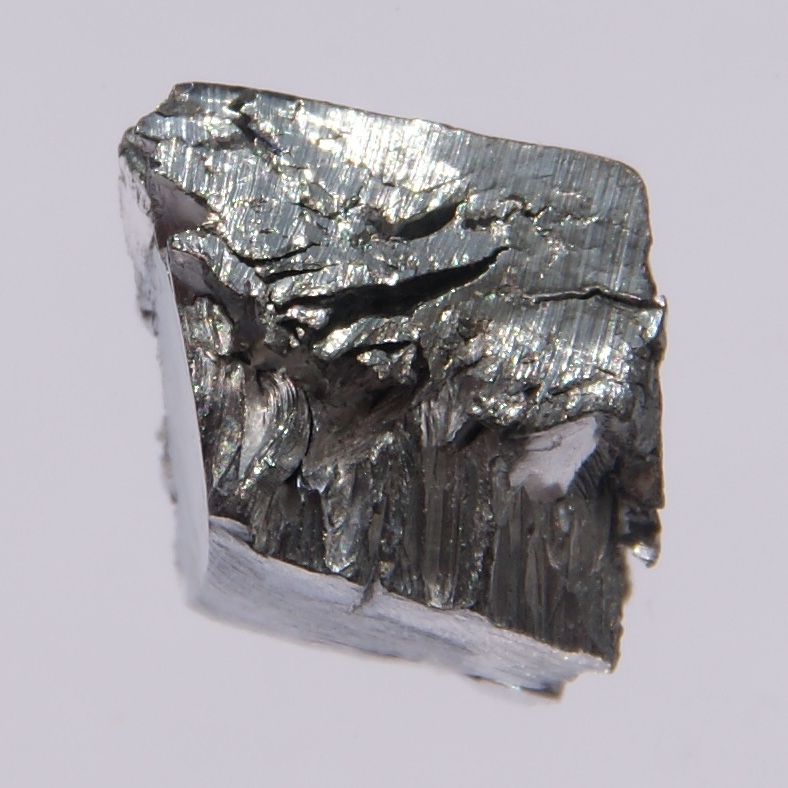
Pevné lutecium 2

Lutecium je poměrně dosti vzácný prvek, v zemské kůře se vyskytuje v koncentraci 0,5–0,75 mg/kg. O jeho obsahu v mořské vodě údaje chybí. Ve vesmíru připadá jeden atom lutecia na 1000 miliard atomů vodíku.
V přírodě se lutecium vyskytuje pouze ve formě sloučenin. Neexistují však ani minerály, v nichž by se některé lanthanoidy (prvky vzácných zemin) vyskytovaly samostatně, ale vždy se jedná o minerály směsné, které obsahují prakticky všechny prvky této skupiny. Mezi nejznámější patří monazity (Ce,La,Th,Nd,Y)PO4 a xenotim, chemicky fosforečnany lanthanoidů, dále bastnäsity (Ce,La,Y)CO3F – směsné flourouhličitany prvků vzácných zemin a např. minerál euxenit (Y,Ca,Ce,U,Th)(Nb,Ta,Ti)2O6.
Velká ložiska těchto rud se nalézají ve Skandinávii, USA, Číně a Vietnamu. Významným zdrojem jsou i fosfátové suroviny – apatity z poloostrova Kola v Rusku.
Při průmyslové výrobě prvků vzácných se jejich rudy nejprve louží směsí kyseliny sírové a chlorovodíkové a ze vzniklého roztoku solí se přídavkem hydroxidu sodného vysráží hydroxidy.
Jednotlivé prvky se separují řadou různých postupů – kapalinovou extrakcí, za použití ionexových kolon nebo selektivním srážením nerozpustných komplexních solí.
Čistý kov se obvykle připravuje elektrochemicky z taveniny směsi chloridů lutecia, vápníku a sodíku. Elementární lutecium se vylučuje na grafitové katodě, na kladné elektrodě (anodě) dochází k uvolňování elementárního plynného chloru.
Pro svůj velmi řídký výskyt a vysokou výrobní cenu čistého kovu nemají v současné době kovové lutecium ani jeho sloučeniny žádné významné komerční využití. Potenciálním oborem využití jsou průmyslové katalyzátory pro petrochemický průmysl a polymerace v organické syntéze. Izotop lutecium-177 ve sloučenině 177Lu-oxodotreotid se využívá v nukleární medicíně při léčbě některých typů nádorů.